# 7급 공무원 (영화)
《7급 공무원》은 2009년에 개봉한 대한민국의 액션 코미디 영화이다. 신분을 밝힐 수 없는 국가정보원 요원들의 애환을 다루고 있다. 김하늘, 강지환, 장영남, 류승룡이 출연했고 신태라 감독이 연출했다.

## 줄거리
행사 직원으로 위장한 경력 6년차 국가정보원 요원 ‘수지’. 과거는 밝혀도 정체만은 밝힐 수 없는 직업 특성상 남친 ‘재준’에게 조차 거짓말을 밥 먹듯 하다 일방적인 이별을 통보 받는다. 말도 없이 떠나버린 재준에 대한 서운함과 괘씸함에 몸부림 치던 그녀. 3년 뒤, 청소부로 위장한 채 산업 스파이를 쫓던 중 재준과 우연히 다시 마주치게 된다! 국제 회계사가 되어 나타난 재준. 그를 보자 수지의 마음은 다시 흔들린다.
오랜 연인 수지의 반복되는 수상한 거짓말에 지친 ‘재준’. 한국을 떠난다는 전화 한 통으로 이별을 통보하고 러시아로 유학을 떠난다. 3년 뒤 국제회계사로 신분을 위장하고 국가정보원 해외파트 소속 요원이 되어 돌아온 재준. 깨지기 일쑤, 실수 연발의 신참이지만 의욕만은 넘치는 재준은 현장투입 첫 임무로 러시아 조직을 미행하던 중 우연히 수지와 마주친다! 호텔 청소부가 되어 있는 그녀의 모습이 쇼킹하지만 애틋한 마음만은 여전하다.

## 출연진
- 김하늘 - 안수지 역
- 강지환 - 이재준 역
- 류승룡 - 김원석 과장 역
- 장영남 - 홍 팀장 역
- 강신일 - 노형규 박사 역
- 도마첸코 바딤 - 빅또르 역
- 엘리자베스 수진 포드 - 쏘냐 빅또리아 역
- 코디 헌터 - 미카엘 나우모프 역
- 이우진 - 박상호 역
- 장남열 - 조 부장 역
- 김정팔 - 오 실장 역
- 유승목 - 장 순경 역
- 김형종 - 상봉 역
- 김형범 - 세균 역
- 박성민 - 삼성맨 역
- 정우혁 - 파출소 취객 역
- 이상혁 - 해외팀 요원 역
- 이유수 - 해외팀 요원 역
- 강규영 - 해외팀 요원 역
- 박진수 - 해외팀 요원 역
- 윤병희 - 해외팀 요원 역
- 김승훈 - 감찰반 요원 역
- 정기섭 - 산업보안팀 요원 역
- 이창훈 - 산업보안팀 요원 역
- 오연아 - 산업보안팀 요원 역
- 황찬우 - 산업보안팀 요원 역
- 고천웅 - 산업보안팀 현장 요원 역
- 임성현 - 산업보안팀 현장 요원 역
- 이우진 - 박상호 역
- 구츠 일리아나 - 나타샤 발레스치호바 역
- 조나단 브랜튼 - X 역
- 제이콥 미슈리스 코스 - X 부하 역
- 김민국 - X 부하 역
- 손호승 - 처녀귀신 역
- 천성일 - 택시기사 역
- 김혁주 - 부킹 웨이터 역
- 갑연 - 탑 웨이터 역
- 김무신 - 서장대 포도군관 역
- 안일주 - 서장대 포도군관 역
- 이준원 - 비아그라 거래남 역
- 김준홍 - 피자 배달부 역
- 김지민 - 귀신의 집 안내원 역
- 이경훈 - 웨딩카 신랑 역
- 송희정 - 웨딩카 신부 역
- 송승진 - 전단지 삐에로 역
- 신재영 - 택시를 잡는 손님 역
- 김우성 - 호텔 도어맨 역
- 김봉성 - 사격장 직원 역
- 백종대 - 귀공자 형제 역
- 김재훈 - 귀공자 형제 역
- 금효민 - 신입요원 역
- 서정주 - 해외팀 현장요원 역
- 박병렬 - 해외팀 현장요원 역
- 최광락 - 해외팀 현장요원 역
- 이동민 - 해외팀 현장요원 역
- 이상욱 - 공원 노숙자 역
- 정의정 - 헬기 기관총 사수 역
- 서민경 - 재준 엄마 역
- 김철남 - 오리배 연인 역
- 김은주 - 오리배 연인 역
- 윤소라 - 귀신의 집 여고생들 역
- 이정선 - 귀신의 집 여고생들 역
- 박헤린 - 귀신의 집 여고생들 역
- 이가현 - 귀신의 집 여고생들 역
- 이수지 - 귀신의 집 여고생들 역
- 심민경 - 귀신의 집 여고생들 역
- 김혜은 - 귀신의 집 여고생들 역
- 나귀화 - 귀신의 집 여고생들 역
- 양희은 - 재준 모 역 (목소리, 특별출연)

## 기타
- 해당 영화와 제목이 똑같았던 MBC 수목 미니시리즈는 당초 <7급 공무원>이었다가 같은 내용으로 비춰질 수 있다는 판단 아래 <비밀남녀전>으로 제목이 바뀌었으나 사극풍의 제목이 내용과 어울리지 않는다는 이유 때문에 변경됐다[1].

## 같이 보기
- 7급 공무원 (드라마)